# Оранжерейный кузнечик
Оранжерейный кузнечик (лат. Tachycines asynamorus) — вид вторично бескрылых насекомых из подсемейства Aemodogryllinae семейства пещерных кузнечиков (Rhaphidophoridae). Синантропный вид, широко распространённый за пределами естественного ареала, селящийся в оранжереях и подвалах домов, в том числе в крупных городах. 
Естественный ареал: Восточная Азия (Китай, Корея, Япония). В конце XIX века этот кузнечик с растениями был завезён в Европу и Северную Америку, где отмечен как синантропный вид. В Европейской части России впервые описан в 1902 году из ботанического сада Санкт-Петербурга. Позднее был найден в Киеве (Ботанический сад им. акад. А. А. Фомина), а также в оранжереях Москвы, Кирова и других городов. Под названием Tachycines coreanus Yamasaki, 1969 в 1999 году был впервые найден на Дальнем Востоке России во Владивостоке. В 2005 году впервые найден в Среднем Поволжье (Пенза).
В интродуцированых частях ареала встречаются в отапливаемых и влажных помещениях: оранжереи, теплицы, ботанические сады, зоопарки, а также канализационные коллекторы и подвалы жилых домов, откуда через вентиляционные системы могут проникать в квартиры. За их пределами в странах умеренного климата встречается только в жаркое лето. В Аджарии и Грузии проник в сельскую местность, где встречается в банях, кухнях и подвалах.

## Описание

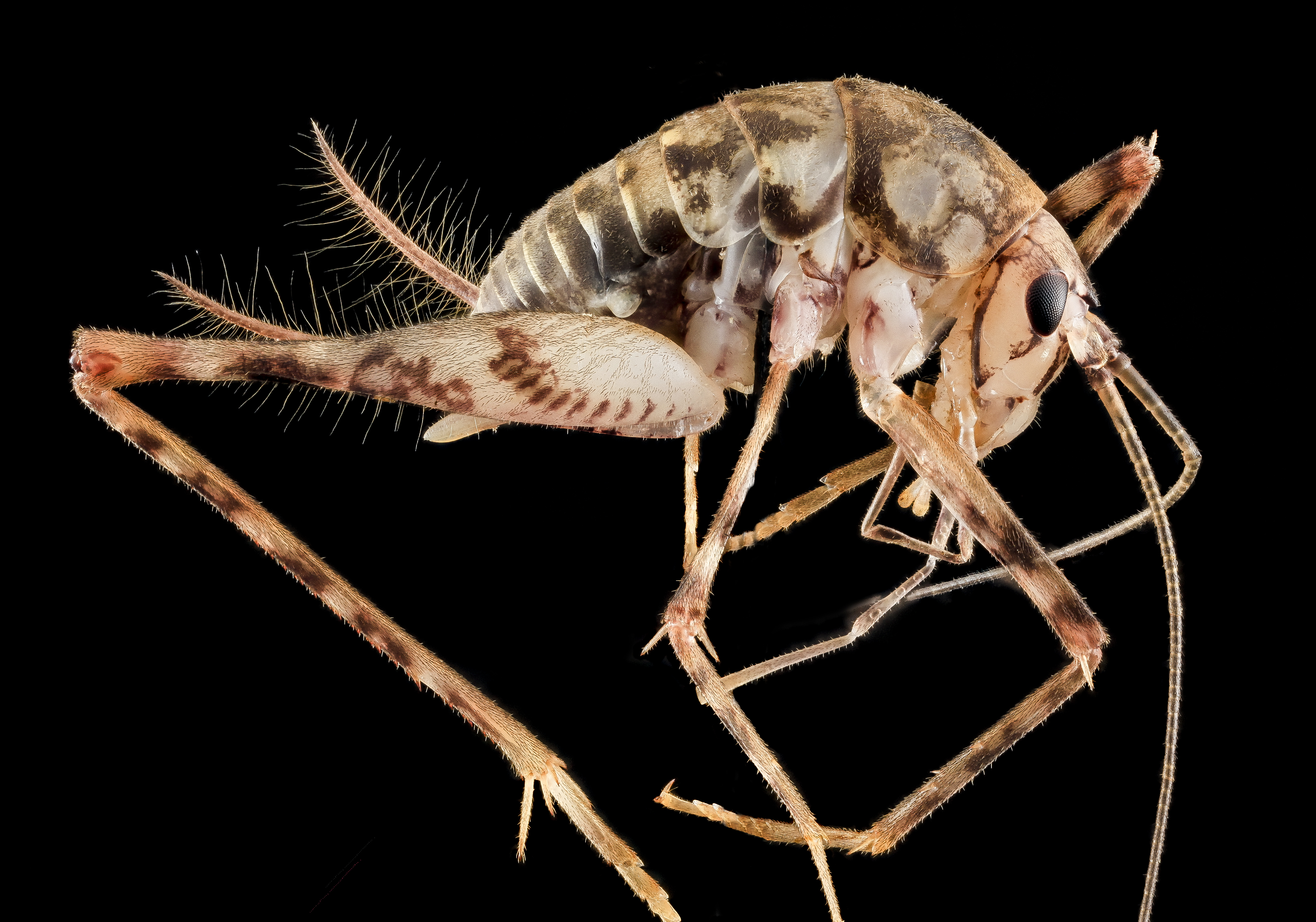
Общий вид

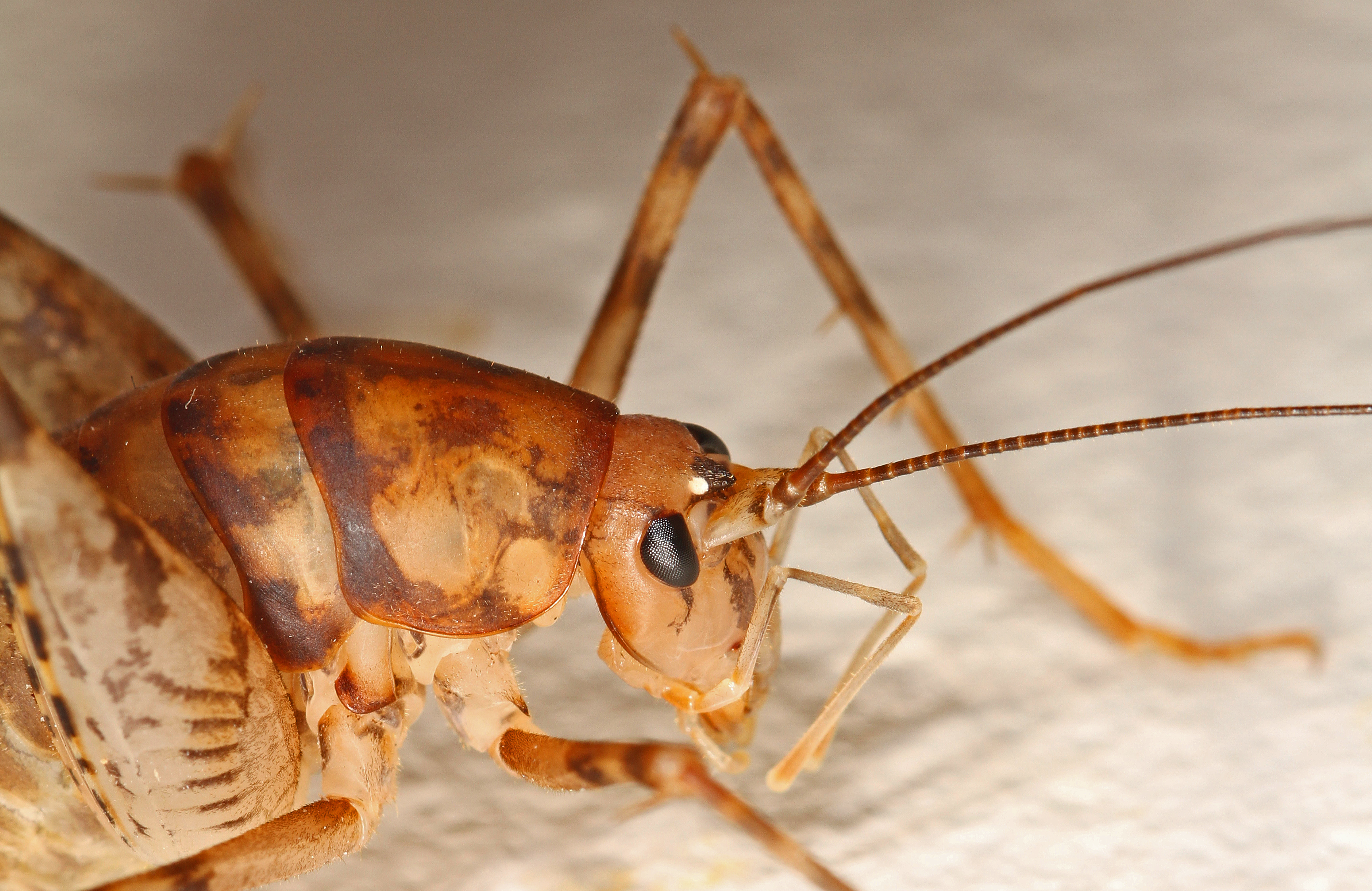
Голова и грудь крупным планом

### Строение
Кузнечики средних размеров с длинными тонкими ногами и очень длинными усиками (до 80 мм), которые почти в четыре раза превышает длину тела. Тело коренастое, дугообразно выгнутое, густо покрытое очень мелкими волосками, образующими шелковистый налёт. Крылья отсутствуют у обоих полов. Длина тела: 11,0—13,0 мм (самцы, ♂), 14,0—18,0 (самки, ♀); переднеспинка ♂4,5—6,0, ♀5,0—6,5; бёдра передних ног ♂8,0—10,0, ♀9,2—11,0; бёдра задних ног ♂15,0—20,0, ♀18,5—21,5; яйцеклад ♀ 18,5—21,5 мм. Основная окраска тела желтовато-коричневая и серая. Усики и ноги со светлыми колечками. Бёдра передних ног с одним длинным вершинным шипиком, а на бёдрах средних ног по два таких шипика. Бёдра задних ног самцов с 7—9 шипиками. Задние голени самцов с 47—66 мелкими шипиками, направленными наружу и к телу и расположенные группами (групповое расположение таких мелких шипиков отличает этих кузнечиков от близкого рода Diestrammena). Отверстия слухового органа на передних ногах отсутствуют.

### Биология
Сумеречные и ночные насекомые, избегают света и, например, в оранжереях прячутся в течение дня между досками и другими предметами, такими как цветочные горшки. Питаются, как правило, мёртвыми насекомыми, органическими остатками и отходами, а также могут повреждать растительный материал, такой как семена, плоды, саженцы или молодые листья и цветы. В случае массового размножения наносят ущерб в теплицах. Могут прыгать до 1,5 м в длину и до 0,5 метра в высоту. И личинок, и взрослых насекомых можно наблюдать в любое время года. Самки откладывают в землю на глубину 7—12 мм до 90 яиц за раз. Всего в течение жизни одна самка откладывает от 150 до 900 яиц. Яйца имеют длину 2 мм и ширину 1 мм. Личинки (внешне сходные с имаго) вылупляются через 3—4 месяца и за 7 месяцев проходят через 10—11 линек пока полностью вырастают. В целом, биология остаётся малоисследованной. В год развивается одно поколение.

### Значение
Повреждают оранжерейные тропические и декоративные растения, в том числе орхидеи (объедают листочки и ростки), цикламен (объедают всходы), хризантемы (объедают черенки), папоротники (объедают неразвернувшиеся листочки), а также огородные культуры. Вредят, главным образом, сочным росткам.
Для борьбы с вредителем рекомендуют применять сочные растения, обработанные инсектицидами.
Для человека прямой опасности не представляют, не ядовиты и не кусаются.

## Таксономия
Вид был впервые описан в 1902 году Николаем Николаевичем Аделунгом по типовой серии из ботанического сада Санкт-Петербурга. В некоторых работах иногда упоминается под названием Diestrammena asynamora.
Один из 55 видов восточно-азиатского рода пещерных кузнечиков Tachycines и 18 видов его номинативного подрода.